# Парана (Аргентина)
Парана (шп. Paraná) је град у Аргентини у покрајини Ентре Риос. Према процени из 2005. у граду је живело 249.539 становника.

## Становништво
Према процени, у граду је 2005. живело 249.539 становника.
| 1980.   | 1991.   | 2001.   |
| ------- | ------- | ------- |
| 161.638 | 207.041 | 235.967 |